# PZL M28

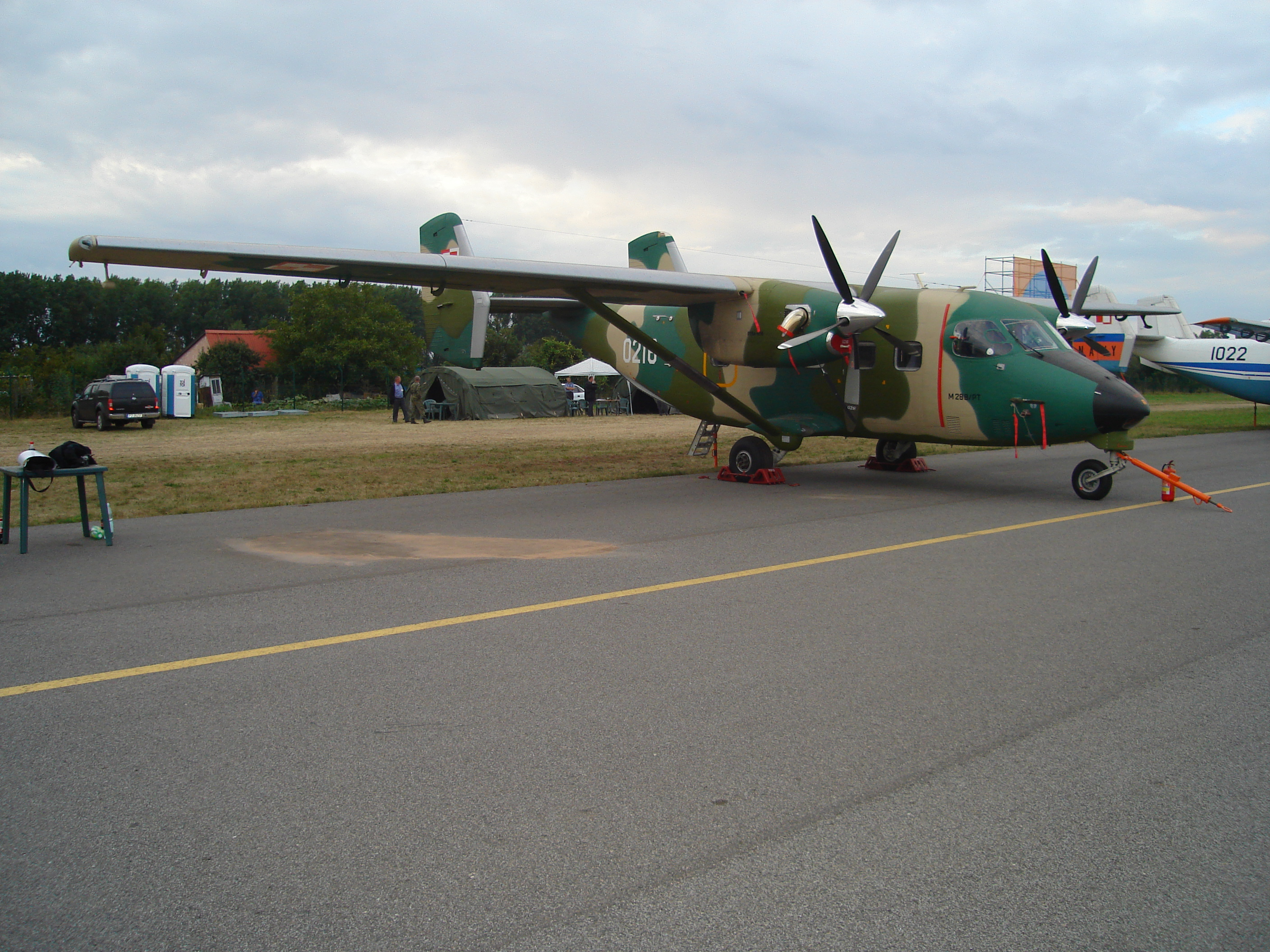
PZL M28 Skytruck na Radom Air Show 2007

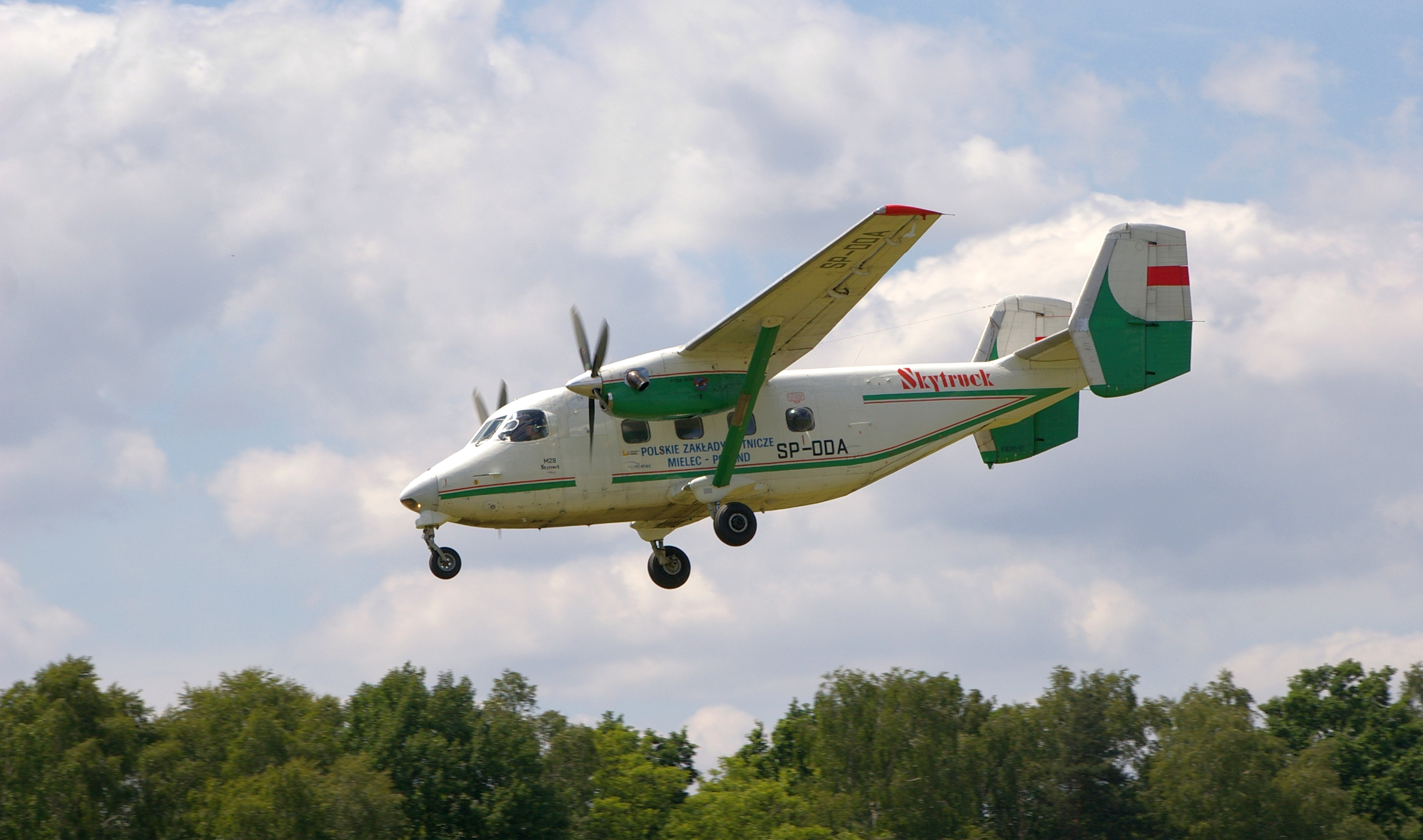
PZL M28 Skytruck

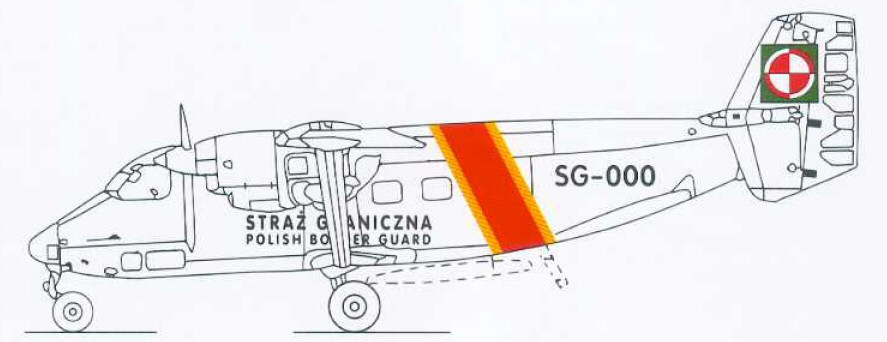
PZL M28B Bryza

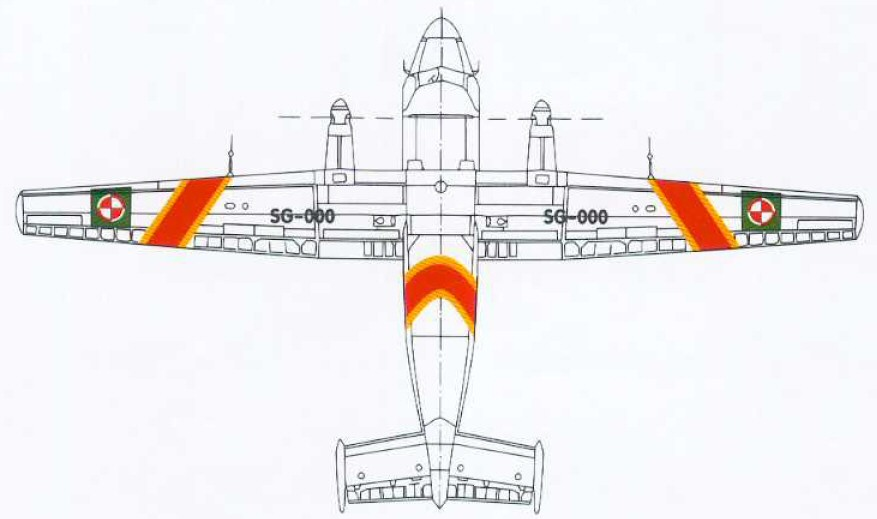
PZL M28B Bryza

PZL M28 Skytruck/Bryza – opracowane i produkowane w PZL Mielec modyfikacje radzieckiego samolotu pasażersko-transportowego An-28, produkowanego na licencji.

## An-28
Wersja przedprototypowa oblatana została w roku 1969 jako An-14M. Następnie wprowadzono liczne modyfikacje, m.in. zmianie uległa jednostka napędowa. Taki przygotowany prototyp oblatany został w roku 1975. Państwowe Zakłady Lotnicze, które były wcześniej głównym producentem samolotu An-2, bardzo szybko rozpoczęły starania o zdobycie licencji, którą, dzięki sprzyjającej sytuacji politycznej, uzyskano już w roku 1978. Maszyny miano produkować w Mielcu, a silniki PZL-10S (TWD-10) w Rzeszowie. Pierwszy polski samolot wzniósł się w powietrze 22 lipca 1984 roku, wkrótce potem ruszyła produkcja seryjna, głównie na eksport do ZSRR. Konstruktorem prowadzącym został mgr inż. Kazimierz Kolisz.
Pierwsze seryjne samoloty An-28 zostały wyprodukowane w 1983 roku, a ZSRR zamówił 1200 samolotów tego typu. Wyprodukowano około 180 sztuk, wobec anulowania pod koniec lat 80. XX w. tego zamówienia.
W Polsce opracowano również dla lotnictwa Marynarki Wojennej wersje dla ratownictwa i rozpoznania morskiego z radarem poszukiwawczym pod kadłubem i radarem meteorologicznym oznaczoną jako An-28B1R (oznaczoną również jako An-28RM Bryza) oraz transportowo-desantową – dostosowaną do zrzutu ładunków w locie przez tylne drzwi ładowni.

## Powstanie Skytrucka
W związku ze zmianą sytuacji geopolitycznej w latach 90., Rosja odwołała zamówienia. Z kolei rynki zachodnie oczekiwały produktu o wyższej jakości. Obawy budziły również radzieckie silniki TWD-10. Wszystko to skłoniło biuro konstrukcyjne WSK PZL-Mielec do zaprojektowania nowej wersji samolotu z użyciem zachodnich silników Pratt & Whitney Canada PT6A-65B. Maszynę oblatano latem 1993 roku. Pierwotnie samolot miał się nazywać An-28PT Piryt, ale ze względów marketingowych porzucono oznaczenie biura konstrukcyjnego Antonowa (An). Ostatecznie maszynie nadano nazwę M28 Skytruck.

## Produkcja i dystrybucja
Nowy samolot zaczęto promować za oceanem. W 1994 roku Skytruck przemierzył, jako drugi w historii produkowany w Polsce samolot, Ocean Atlantycki. Maszynę testowano także w warunkach górskich. Obiecujące wyniki zachęciły konstruktorów do dalszego rozwoju konstrukcji, a przede wszystkim zwiększenie jej udźwigu. M28 otrzymał w Polsce certyfikat według wymagań FAR-23. Oprócz wojsk lotniczych SP i lotnictwa MW, M28 kupili odbiorcy w: USA, Wenezueli, Kolumbii, Wietnamie, Indonezji, Nepalu, Jordanii. 
Wenezuela zakupiła przed 2000 rokiem 12 samolotów dla Gwardii Narodowej, a następnie 12 dla sił powietrznych.
Amerykańskie Dowództwo Operacji Specjalnych (SOCOM) od 2009 roku używało 16 lub 17 samolotów pod oznaczeniem C-145A Skytruck. 11 z nich zostało później przekazane: Kenii (3), Estonii (2), Kostaryce (2), Nepalowi (2). Zakończyły służbę w USA w grudniu 2022 roku.
Od lipca 2017 dwa wyleasingowane Skytrucki używane są przez siły zbrojne Niemiec do szkolenia spadochronowego. Dwa C-145A z nadwyżek amerykańskich mają być w 2018 roku przekazane Estonii.
16 kwietnia 2018 podpisano umowę na dostawę jednego M28 Skytruck do ekwadorskiej 15. Brygady lotnictwa 15-BAE (Brigada de Aviación del Ejército No.15 Paquisha).
20 kwietnia 2021 Siły Powietrzne Kenii przyjęły na uzbrojenie pierwszy z trzech samolotów PZL M28 Skytruck (reg. KAF 2001). Skytruck został pozyskany z nadwyżek sił zbrojnych USA w ramach procedury Excess Defense Article. Amerykanie w porozumieniu zawartym 4 kwietnia 2017 r. udzielili zgody na przekazanie trzech takich maszyn z własnych zasobów, które były wcześniej używane przez dowództwo operacji specjalnych pod oznaczeniem C-145.
W 2023 roku PZL otrzymały zamówienie na dwa nowe samoloty dla Nepalu, gdzie używano już trzech sztuk – przy czym cztery z nich sfinansował rząd USA w ramach programu pomocy FMF.

## Dane techniczne
Kadłub metalowy o konstrukcji półskorupowej. Drzwi dwuskrzydłowe w tylnej części płatowca i mniejsze na przodzie po lewej stronie. Kabina ogrzewana, mieszcząca do 18 foteli. Ma zestawy przyrządów VFR oraz IFR, system radionawigacyjny, 2 radiostacje UHF i pilota automatycznego.
PZL M28 Skytruck
- Rozpiętość skrzydeł: 22,06 m (72,4 ft)
- Długość całkowita: 13,10 m (43 ft)
- Długość całkowita, wersja patrolowa: 13,72 m (45 ft)
- Wysokość: 4,90 m (16 ft)
- Masa samolotu pustego, w zależności od wersji: 4090÷10 kg
- Maksymalna masa startowa i do lądowania: 7500 kg
- Min. Masa do startu (w zależności od wersji): 4722÷5510 kg
- Maksymalna prędkość eksploatacyjna (VMO): 355 km/h (192 KTS)
- Prędkość manewrowa (VA): 244 km/h (132 KTS)
- Minimalna prędkość lotu: 165 km/h (89 KTS)
- Prędkość przeciągnięcia w konfiguracji startowej: 123 km/h (66 KTS)
- Prędkość wznoszenia: 11 m/s (2360 ft/min)
- Długość startu (minimalna): 325 m (1065 ft)
- Długość lądowania: 490 m (1608 ft)
- Prędkość: 365 km/h
- Maksymalny pułap: 6000 m
- Zasięg: 1400÷1500 km (760÷810 NM)

PZL M28 Bryza
- Rozpiętość skrzydeł: 22,30
- Długość całkowita: 16,04 m
- Maksymalna masa startowa i do lądowania: 7500 kg
- Masa pustego samolotu bez tratw: 5415 kg
- Minimalna długość startu: 570 m (rozbiegu 440 m)
- Minimalna długość lądowania: 750 m (dobiegu 330 m)
- Minimalna prędkość lotu: 165 km/h
- Maksymalna prędkość eksploatacyjna: 350 km/h
- Prędkość przeciągnięcia: 120 km/h
- Prędkość wznoszenia: 9 m/s
- Maksymalna wysokość lotu: 6000 m (z maskami tlenowymi)
- Maksymalny zasięg samolotu: 1400 km (4 godz. 50 minut)

## Warianty
- PZL M28-02 Skytruck – pierwszy podtyp produkcyjny samolotu, dodatkowe wyposażenie komponowane pod konkretnego klienta, głównie wersje transportowo-desantowe.

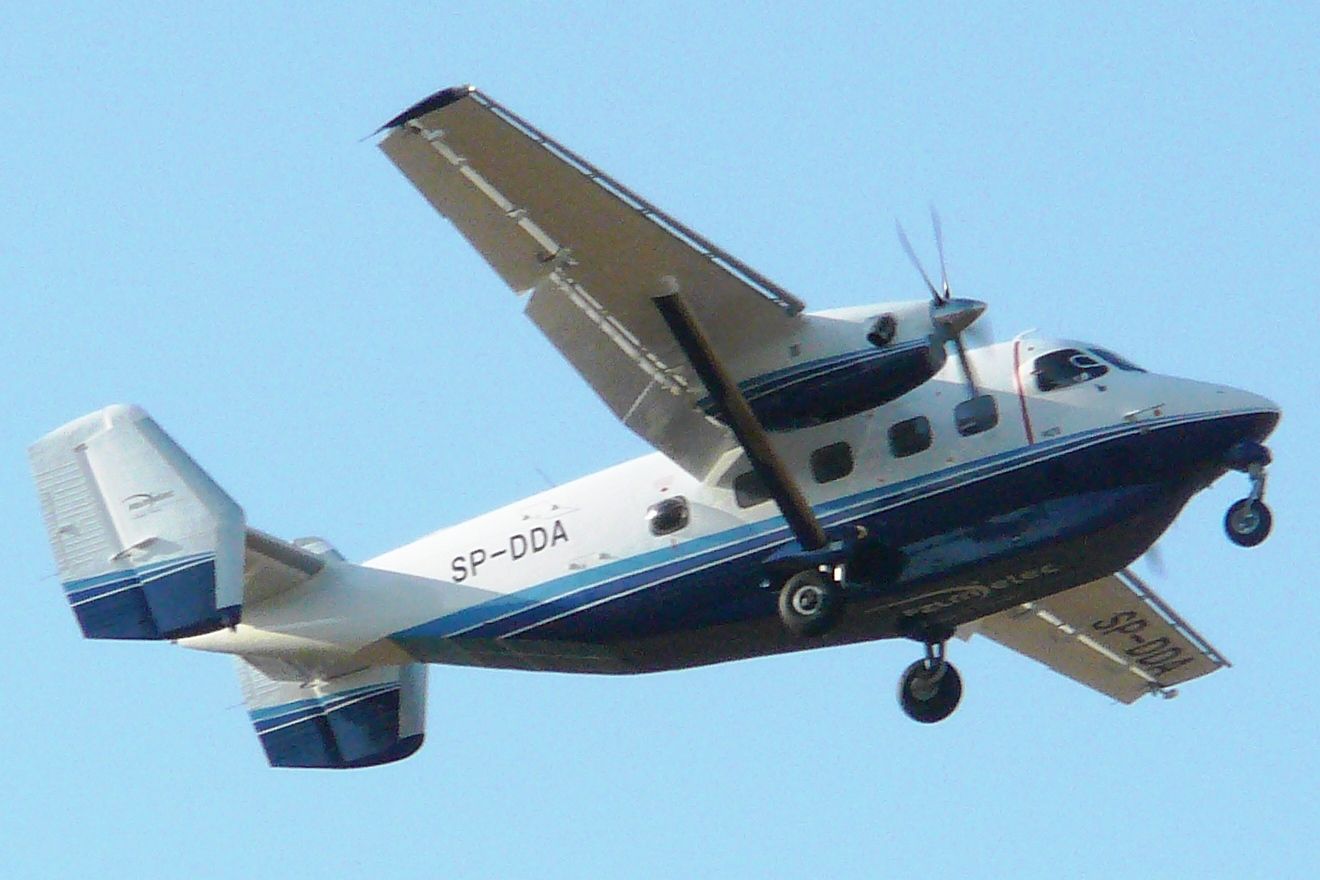
PZL M28-05 Skytruck podczas startu. Piknik Lotniczy w Mielcu, 17 sierpnia 2013

- PZL M28-05 Skytruck – kolejna rozwojowa wersja samolotu. Produkcja od 3 serii produkcyjnej. Zasadnicza różnica między 02 a 05 to zupełnie inne wyposażenie radiowo-nawigacyjne, zastosowanie na tablicach wyświetlaczy EFIS zamiast instrumentów analogowych i wiele innych zmian konstrukcyjnych. Samoloty certyfikowane do 7,5 t, dodatkowe zbiorniki paliwa w skrzydłach.

- PZL M28+ Skytruck plus – projekt zawieszony; wersja Skytrucka z większą przestrzenią bagażową, przystosowany do transportu kontenerów lotniczych LD-3. Powstała makieta, na którą przerobiono egzemplarz samolotu o rejestracji SP-PDA. Obecnie zdewastowana na lotnisku w Mielcu.

- PZL M28B TD. Polskie lotnictwo wojskowe użytkuje Bryzy w wersjach: transportowo-pasażerskiej (transportu sanitarnego), Salon (P) i transportowo-desantowej (TD/TD-I/TD-II), mające taką sama awionikę produkcji polskiej z elementami importowanymi, silniki PZL-10S ze śmigłami trójłopatowymi AW-24AN lub pięciołopatowymi Hartzell oraz standardowe wyposażenie umożliwiające bieżącą eksploatację maszyn. Odmiana TD-II ma awionikę przystosowaną do lotów z użyciem gogli NVG. Ostatnie serie Bryz mają płatowiec analogiczny dla M28-05 Skytruck z dodatkowymi zbiornikami paliwa w zewnętrznych częściach płata. Również narastające problemy z silnikami PZL-10S skłoniło Wojsko Polskie do zamawiania począwszy od 3 serii produkcyjnej bryz z silnikami Pratt & Whitney Canada PT6A-65B. W konfiguracji transportowej samolot jest wyposażony w system podnoszenia i mocowania ładunków o masie do 1750 kg (maks. 2000 kg) i ma możliwość instalacji stelażu do przewozu uzbrojenia i wyposażenia lotniczego (pocisków rakietowych). W kompletacji desantowej Bryza przewozi 17 skoczków z wyposażeniem, siedzących na ławach desantowych, posiada wyposażenie i sygnalizację do desantowania. Jako sanitarną, maszynę można stosować do przewozu 6 rannych leżących lub 8 siedzących i 2-3 lekarzy, a w kabinie umieścić proste wyposażenie medyczne. W wersji pasażerskiej samolot ma 17-19 foteli turystycznych, a odmiana Salon o podwyższonym standardzie przewozi 8 pasażerów w głębokich fotelach. Lotnicza Grupa Poszukiwawczo-Ratownicza Polskich Sił Powietrznych użytkuje przystosowany do zadań SAR An-28TD.

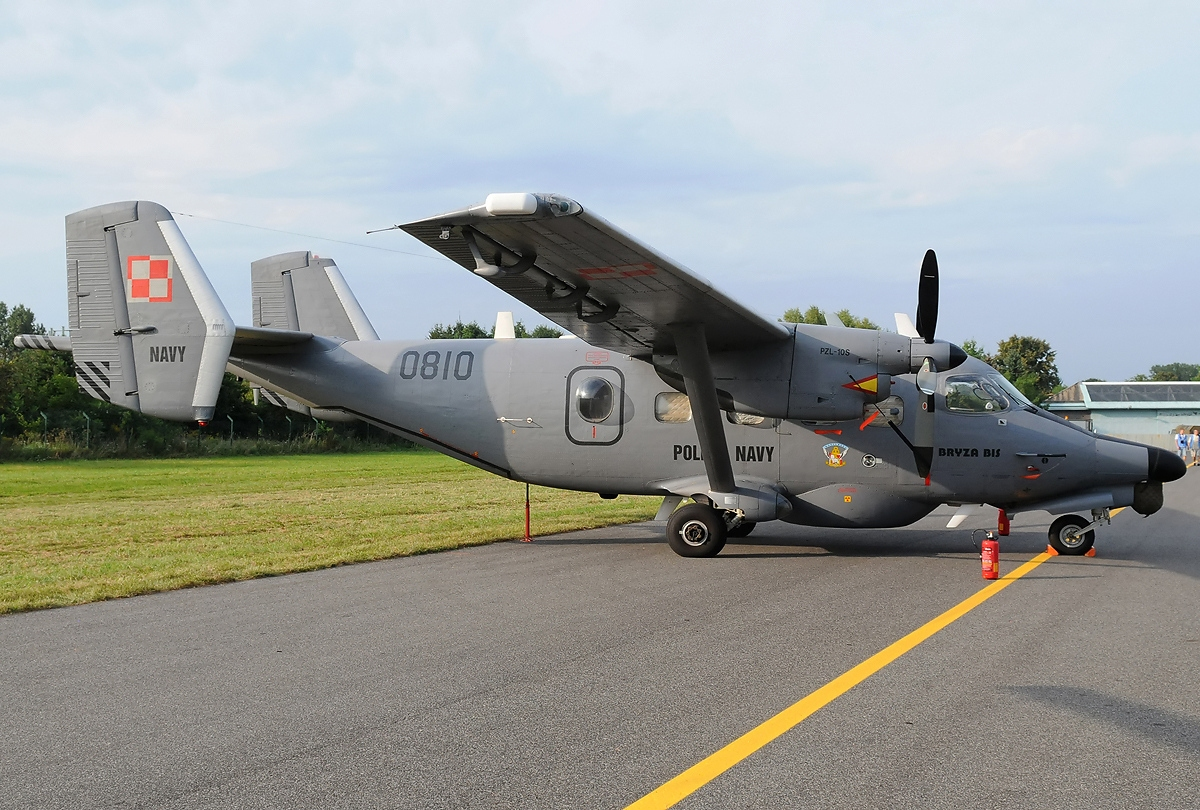
M-28B 1RM Bryza Bis

- PZL M28 Bryza 1R – morski samolot patrolowo-ratowniczy. Dowództwo Lotnictwa MW określiło w 1989 r. wymagania na samolot patrolowo-ratowniczy w celu zastąpienia starzejących się PZL An-2M. Prototyp oblatano w 1992 r. Początkowo na płatowcu An-28 zamontowano w podkadłubowej gondoli radar nawigacyjny SRN-441XA, następnie jego głęboko zmodyfikowaną odmianę ARS-100 (1993 r.) ze zmienioną anteną, ale starym wskaźnikiem zobrazowania z radarów morskich serii SRN-400. W kolejnym etapie rozwoju zbudowano do 1997 r. całkiem nowy system radiolokacyjny nazwany ARS-400. Radar ARS-400 służy do wykrywania obiektów na powierzchni morza, wykrywania linii brzegowej, ochrony przed przemytem, ochrony rybołówstwa, zjawisk pogodowych oraz zanieczyszczeń na powierzchni wody, zadań ratowniczych (lokalizowanie urządzeń odzewowych) Ma opcję automatycznego lub ręcznego śledzenia obiektów oraz automatycznej transmisji danych nawigacyjnych obiektów do systemów dowodzenia (Łeba-2). Radar ma płaską antenę z układem stabilizacji wiązki. Stacja pracuje w paśmie 9,2-9,5 GHz i dysponuje wielokanałowym procesorem sygnału umożliwiającym śledzenie celów nawodnych, mapowanie terenu, zjawisk atmosferycznych i zanieczyszczeń. ARS-400 śledzi do 100 celów jednocześnie w odległości ponad 100 km. Oprócz tego Bryzy mają aparat fotograficzny, radionamiernik ratowniczy Chelton, końcówkę ŁS-10 systemu zbierania informacji dowodzenia Łeba-2, dwa zamki na 100 kg bomby oświetlające, automatyczne tratwy ratunkowe, radar nawigacyjny, precyzyjny system nawigacji, autopilota. Pierwszy samolot seryjny, nazwany M28RM (z ARS-100), został przekazany Marynarce Wojennej w październiku 1994 r. Po pomyślnie przeprowadzonych próbach dostarczono MW 7 maszyn tej odmiany ze stacją ARS-400.

- PZL M28 Bryza 1E. M28 Bryza-1 przystosowano w 2000 r. do patrolowania strefy ekonomicznej i ochrony ekologicznej. Wyposażono je w system obserwacyjny Ericsson MSS-5000, składający się z dwóch radarów obserwacji bocznej o zasięgu 80 km każdy do tworzenie cyfrowego obrazu śledzonych obiektów (szerokość skanowanego pasa wynosi 160 km), podkadłubowy skaner do badania grubości warstwy zanieczyszczeń i sporządzania ich map, system optyczny i video, służące do cyfrowego zobrazowania sytuacji na morzu. M28E Bryzy-1E służą do patrolowania obszarów morskich, monitorowania zanieczyszczeń, patrolowania linii brzegowej oraz kontroli ruchu statków i mniejszych jednostek pływających.

- PZL M28B bis. Bryza-bis. Otrzymał on składane podwozie: goleń przednia chowa się do owiewki pod przednią częścią kadłuba. W czasie projektowania zrezygnowano z powiększonych owiewek przykadłubowych na podwozie główne na rzecz prostszego rozwiązania – golenie podwozia podnoszą się na boki. Podniesienie podwozia powoduje lepsze warunki pracy radaru, wiązka omiata bowiem przestrzeń bez zakłóceń. Pod wydłużonym nosem kadłuba zamontowano głowicę optoelektroniczną AN/AQQ-22 Star Safire II, zdolną do śledzenia 8 obiektów jednocześnie, wyposażoną w kamerę dzienną CCD-TV, kamerę termowizyjną i dalmierz laserowy. Głównym elementem poszukiwawczym jest System Rozpoznania Morskiego SRM-800, integrujący radar ARS-800 (z płaską stabilizowaną anteną, pracujący w paśmie 8–12 GHz, o zasięgu ponad 100 Mm, śledzący ponad 100 celów, z możliwością pracy w trybach SAR i Inverted SAR), magnetometr MAG-10, boje HYD-10 (wyrzutnik na 10 radioboi aktywno-pasywnych Ultraelectronic, odbiornik), IFF typu 250 (APX-113), obiekt ŁS-10M systemu dowodzenia Łeba-2. Na samolocie zamontowano także odbiornik Polip systemu Link 11 pasywny system rozpoznania elektronicznego ESM-10 Lemur-10 oraz wyrzutniki celów pozornych. Ostateczna wersja maszyny ma mieć awionikę z wyświetlaczami ciekłokrystalicznymi i możliwość pilotowania z użyciem gogli NVG. Do 2010 r. do standardu Bryza-bis mają być zmodernizowane trzy starsze Bryzy-1R. Cywilnym odpowiednikiem Bryzy Bis jest samolot używany od 2006 przez Polską Straż Graniczną zbudowany na płatowcu M28-05 Skytruck. Maszyna jest wyposażona w system radiolokacyjny ARS-400M o zasięgu 220 km, głowicę FLIR Star Safire II, skaner morski IR/UV, nowoczesne wyposażenie ratownicze i patrolowe oraz awionikę z systemem nawigacyjnym opartym na żyroskopach laserowych. Nie ma on jedynie wyposażenia służącego do wykrywania OP, ma również stałe podwozie.

- PZL M28 SOMA (MC-145B Wily Coyote) – prototypowy wariant uzbrojony samolotu M28-05 na konkurs dla amerykańskiego Dowództwa Operacji Specjalnych, opracowany w 2021 roku (SOMA – Special Operations Multi-Role Aircraft)[4]. Przenosi uzbrojenie na czterech węzłach pod skrzydłami w postaci bomb GBU-39 SDB, wyrzutni niekierowanych pocisków rakietowych lub pocisków AGM-114 Hellfire, a nadto w czterech lub ośmiu wyrzutniach pionowych w kadłubie dla pocisków GBU-69 SGM i AGM-176 Griffin lub bezpilotowych statków latających Coyote i Altus[4]. Samolot posiada liczne specjalistyczne wyposażenie, a pod nosem kadłuba znajduje się głowica optroniczna MX-15D z kamerami tele- i termowizyjnymi, dalmierzem laserowym i oświetlaczem laserowym[4]

## Katastrofa Skytrucka w Wenezueli
12 lipca 2001 roku w Puerto Cabello (ok. 200 km na zachód od Caracas) w Wenezueli rozbił się samolot M28 Skytruck. W katastrofie zginęli wiceprezes ARP S.A. Stanisław Padykuła, prezes PZL Mielec Daniel Romański, pracownicy PZL Mielec Andrzej Koper, Jan Sęk i Piotr Bień oraz ośmiu Wenezuelczyków. Ustalono, że wypadek został spowodowany błędem pilotów.
Była to pierwsza z czterech katastrof samolotu M28. 
Pozostałe to:
- 28 października 2010 roku, samolot należący do indonezyjskiej policji rozbił się w regionie Nabire, w stanie Papua. Zginęło 5 osób.
- 3 grudnia 2016 roku, samolot należący do indonezyjskiej policji wpadł do oceanu w okolicy Dabo, Riau Iskands. Zginęło 13 osób.
- 30 maja 2017 roku, samolot należący do nepalskiej armii rozbił się podczas lądowania na lotnisku Kolti, koło Bajura. Pierwotnie miał lądować na lotnisku Simikot, w dystrykcie Humla. Z powodu złej pogody lądował na lotnisku Kolti. Zginął pilot, dwóch pasażerów zostało rannych.

Wbrew popularnej opinii w katastrofie w Babich Dołach z 31 marca 2009 nie uczestniczył samolot M28B Bryza, lecz An-28 Bryza-2RF, również wyprodukowany w Mielcu.